# 生体触媒
生体触媒（せいたいしょくばい、英: Biocatalysis）は、生物により作り出される触媒のことである。狭義では酵素やタンパク質を指すが、広義では微生物や植物細胞などを含めることがある。

## 特徴
錯体触媒と異なり、微生物や植物細胞を増殖することにより、枯渇することなく入手が可能である。
タンパク質が特定の立体配座を有する場合にのみ触媒活性を持つ。これは三次元構造の中に基質を取り込んで作用するためであり、これにより自身が作用すべき化合物と他の化合物との分子構造を識別する。これを基質特異性 (Substrate specificity) という。加熱や酸・塩基の作用により立体配座が変化すると、触媒活性を失う。

## 利用
生体機能を利用した物質変換は、発酵とバイオトランスフォーメイション (Biotransformation) に大別される。発酵は、糖からエタノールを得るなど、人類が古来より利用しているものである。
バイオトランスフォーメイションは多くの場合、生体触媒を活用して単一段階の変換を目的としたものであり、有機合成化学の分野で産業的に利用されている。最も一般的なものはリパーゼやエステラーゼなどの加水分解酵素である。ビタミンCの工業的生産過程においては、グルコースを還元し水酸基を6つ持つ化合物に、Gluconobacterを作用させると、菌体内のアルコールデヒドロゲナーゼにより、ビタミンCの合成に必要な水酸基1つが選択的にカルボニル基に酸化される。パン酵母による不斉還元の工業的利用も研究されたが、プラント改造の経済的コストから採用には至っていない。